# Francesc I Gonzaga
Francesc I Gonzaga o Francesc I de Màntua (en italià: Francesco I Gonzaga) (Màntua, Senyoriu de Màntua 1366 - íd. 1407) fou un condottiero italià que va ser senyor de Màntua entre 1382 i 1407.

## Orígens familiars
Va néixer el 1366 a la ciutat de Màntua sent el fill primogènit de Lluís II Gonzaga i Alda d'Este. Fou net per línia paterna de Guiu I Gonzaga i la seva tercera esposa, Beatriu de Bar, i per línia materna d'Obizzo III d'Este i Lippa Ariosti.

## Ascens al poder

Escut d'armes de Francesc I Gonzaga.

El 1382, a la mort del seu pare, fou nomenat senyor de Màntua, càrrec des del qual va intentar liderar una política d'equilibri envers els seus enemics (però també familiars pel seu matrimoni), els Visconti de Milà i la República de Venècia. A l'execució de la seva esposa, acusada d'adulteri el 1391, la seva aliança amb Venècia es feu més forta per tal d'evitar qualsevol ingerència de Joan Galeàs Visconti.
Durant el seu mandat va fer construir el Palau Ducal de Màntua, la façana gòtica de la catedral de la ciutat, el campanar de la Basílica de Sant Andreu d'aquesta ciutat i el Santuari de Santa Maria delle Grazie a Curtatone.
En 1397 Joan Galeàs Visconti, duc de Milà, va entrar en guerra amb Màntua, encarregant a Jacopo dal Verme atacat en direcció a Borgoforte, a la que va posar setge, i Ugolotto Biancardo en direcció a Verona, enviant les provisions pel riu Po. Després de la derrota de Biancardo a la batalla de Governolo, Visconti cridà Alberico da Barbiano per atacar la Lliga antivisconti, derrotant-los a la batalla de Borgoforte. i un cop arribats a les portes de Màntua va signar un armistici. El 1394 rebé de mans del papa Bonifaci IX el títol de comte de Gonzaga si bé mai arribà a utilitzar-lo.
El 26 de juny de 1402 va comandar l'exèrcit milanès que es va enfrontar a la batalla de Casalecchio l'exèrcit bolonyès de Giovanni Bentivoglio comandat per Muzio Attendolo Sforza i va suposar la presa de Bolonya per Joan Galeàs Visconti, duc de Milà

## Núpcies i descendents
El 1380 es casà amb Agnès Visconti, (1363-91) filla de Bernabé Visconti i Beatriu della Scala. D'aquesta unió nasqué una filla:
- Alda Gonzaga (?-1405), casada el 1405 amb Francesco II Novello da Carrara

Agnès fou executada el 1391 acusada d'adulteri, i Francesc I es casà, en segones núpcies, el 1393 amb Margarida Malatesta (1370-99) filla de Galeotto Malatesta i Elisabetta da Varano. Aquesta segona muller de Francesc I Gonzaga aportà a la familia la malaltia del raquitisme als Gonzaga. D'aquesta unió nasqueren:
- Joan Francesc I Gonzaga (1395-1444), senyor i marquès de Màntua
- Susanna Gonzaga (morta jove)

Francesc I morí el 8 de març de 1407 a la ciutat de Màntua.